# Ostrya carpinifolia
Ostrya carpinifolia, eller humlebok,  är en björkväxtart som beskrevs av Giovanni Antonio Scopoli. Ostrya carpinifolia ingår i släktet Ostrya och familjen björkväxter. Inga underarter finns listade.

## Utbredning
Artens utbredningsområde sträcker sig från sydcentrala Europa till Kaukasus samt till Turkiet, Syrien och Libanon. Ostrya carpinifolia växer i låglandet och i bergstrakter upp till 1500 meter över havet. Växten är utformad som buske eller som ett upp till 24 meter högt träd och den ingår i lövfällande skogar, i blandskogar eller i buskskogar. Ostrya carpinifolia hittas ofta på kalksten.

## Hot
För beståndet är inga hot kända. Hela populationen anses vara stor. IUCN listar arten som livskraftig (LC).

## Bildgalleri

Ostrya carpinifolia
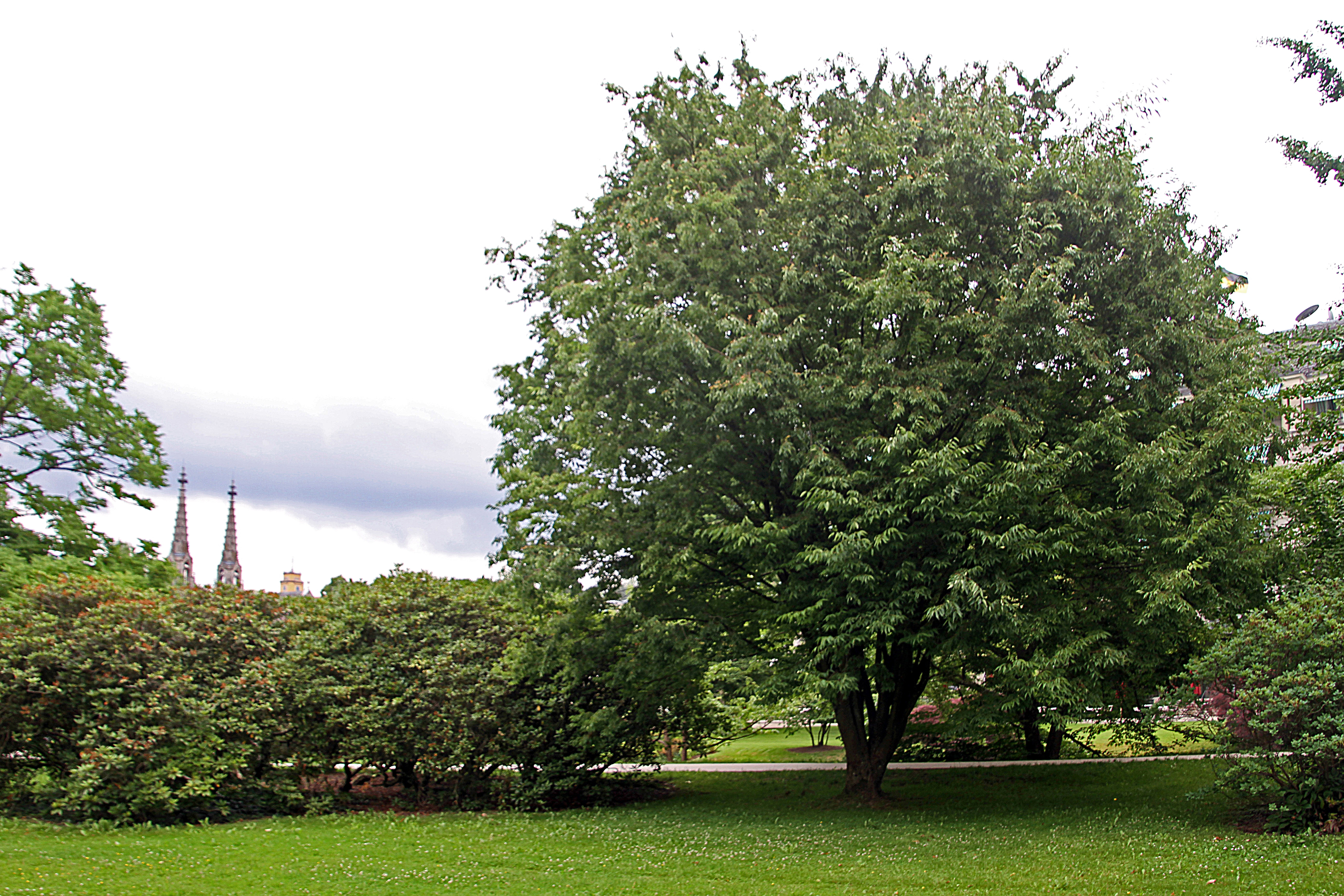
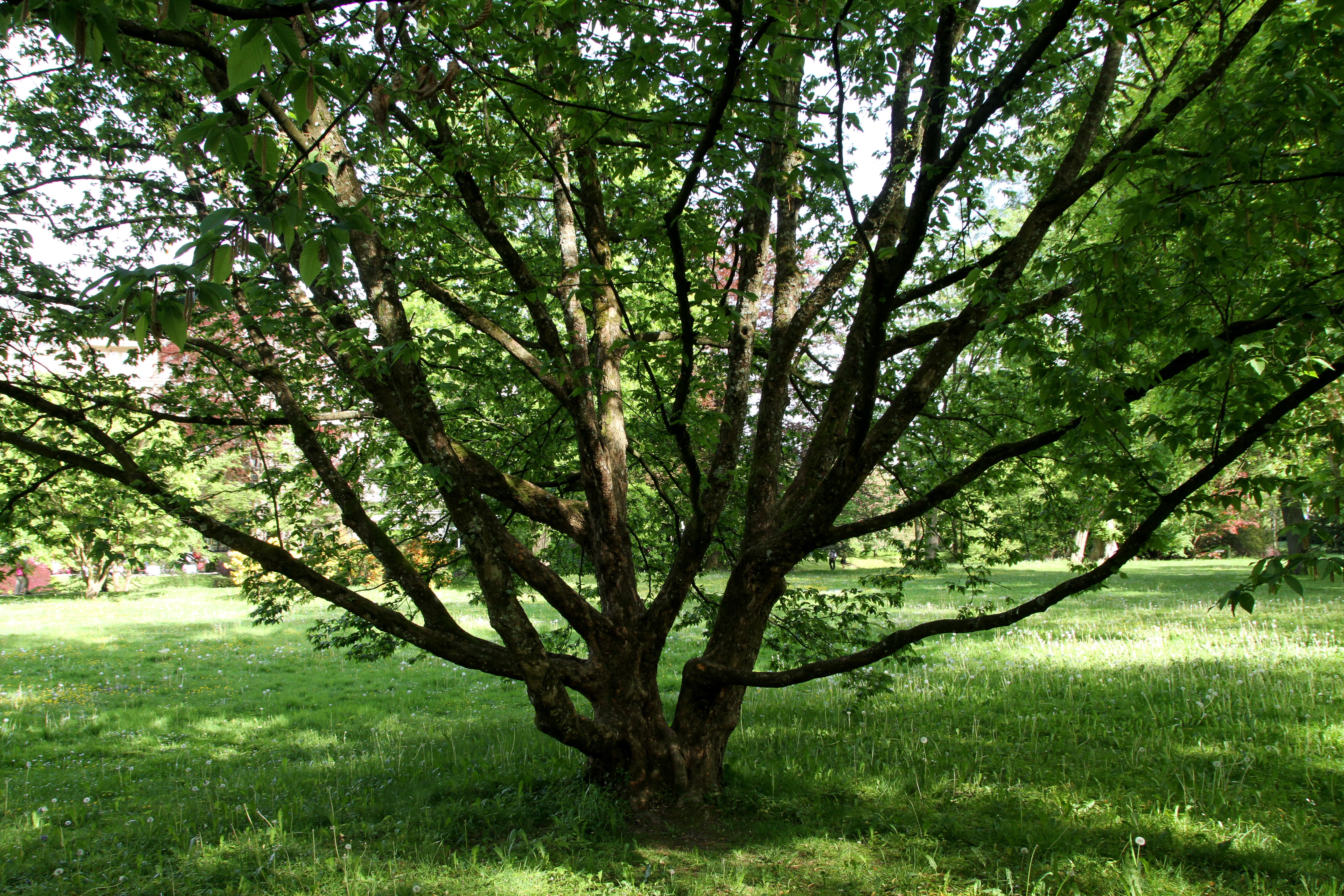
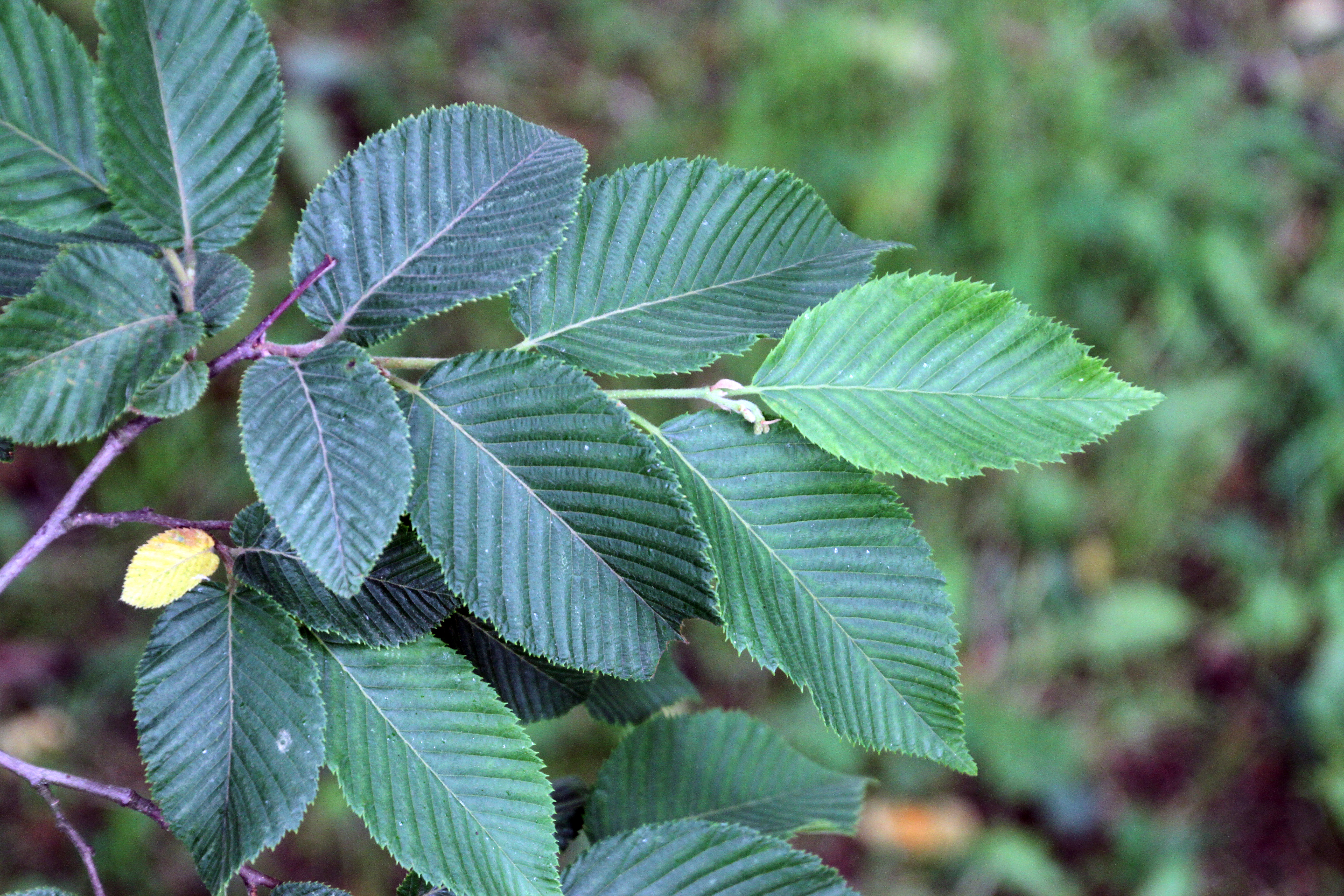
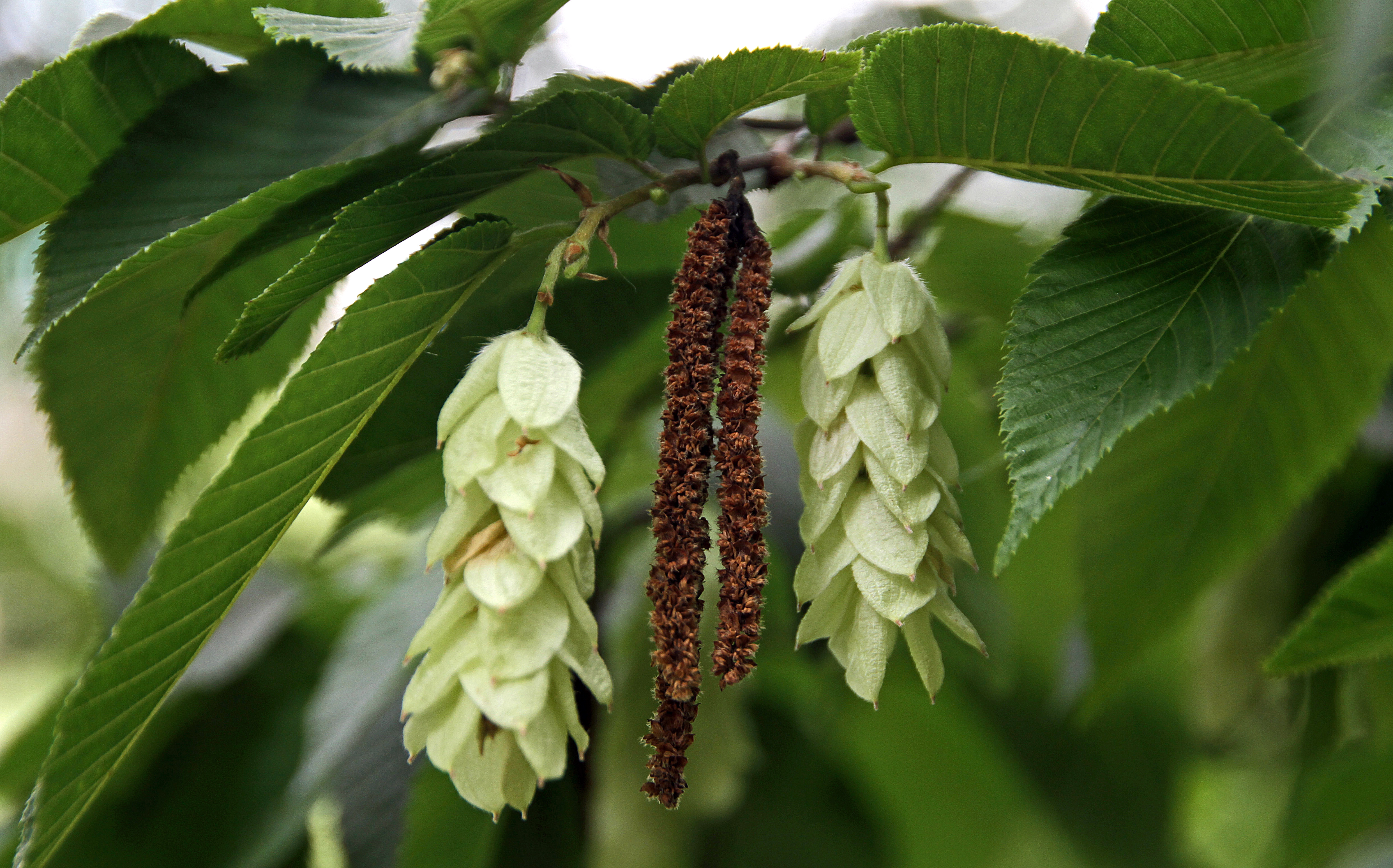
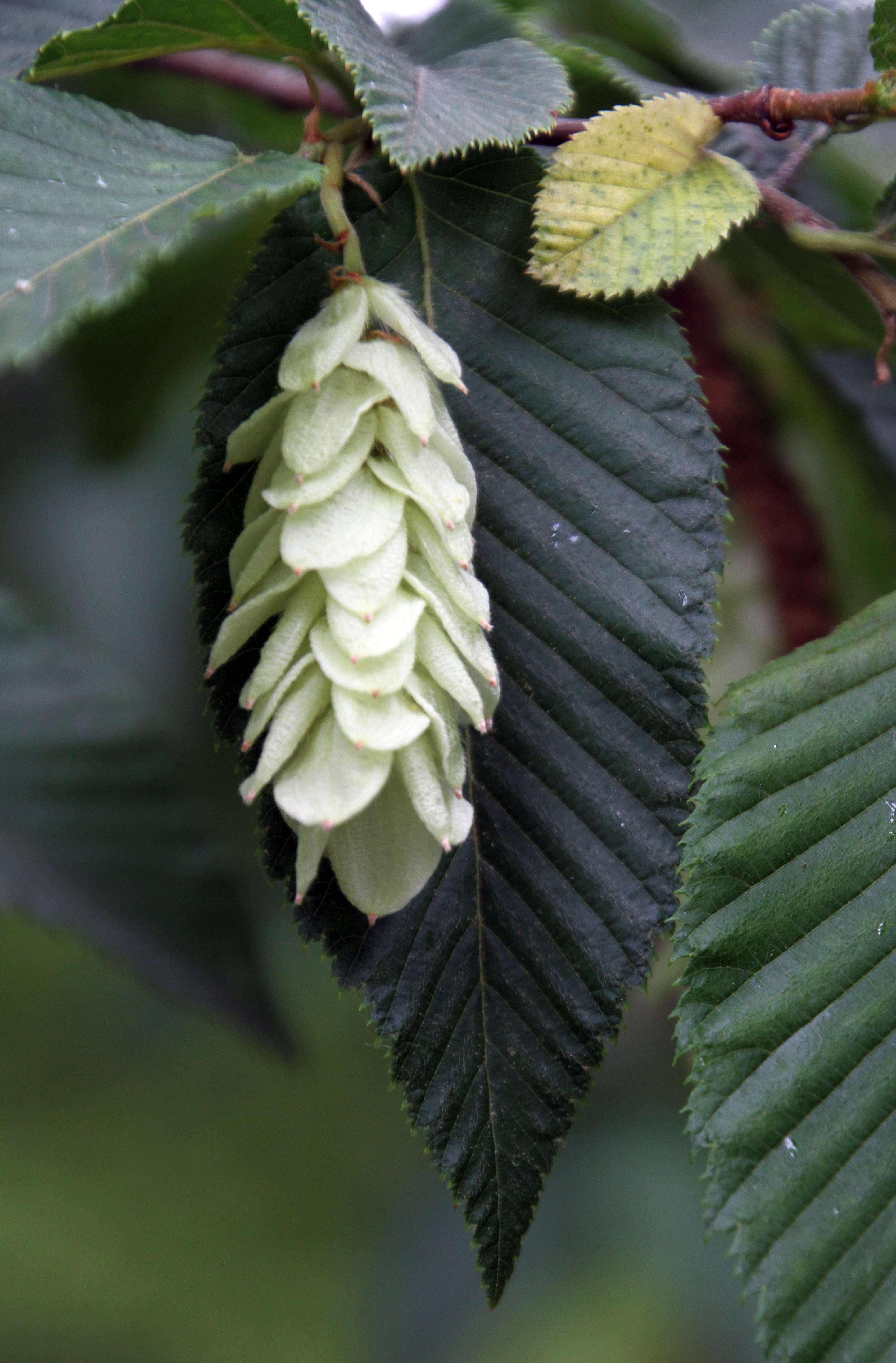
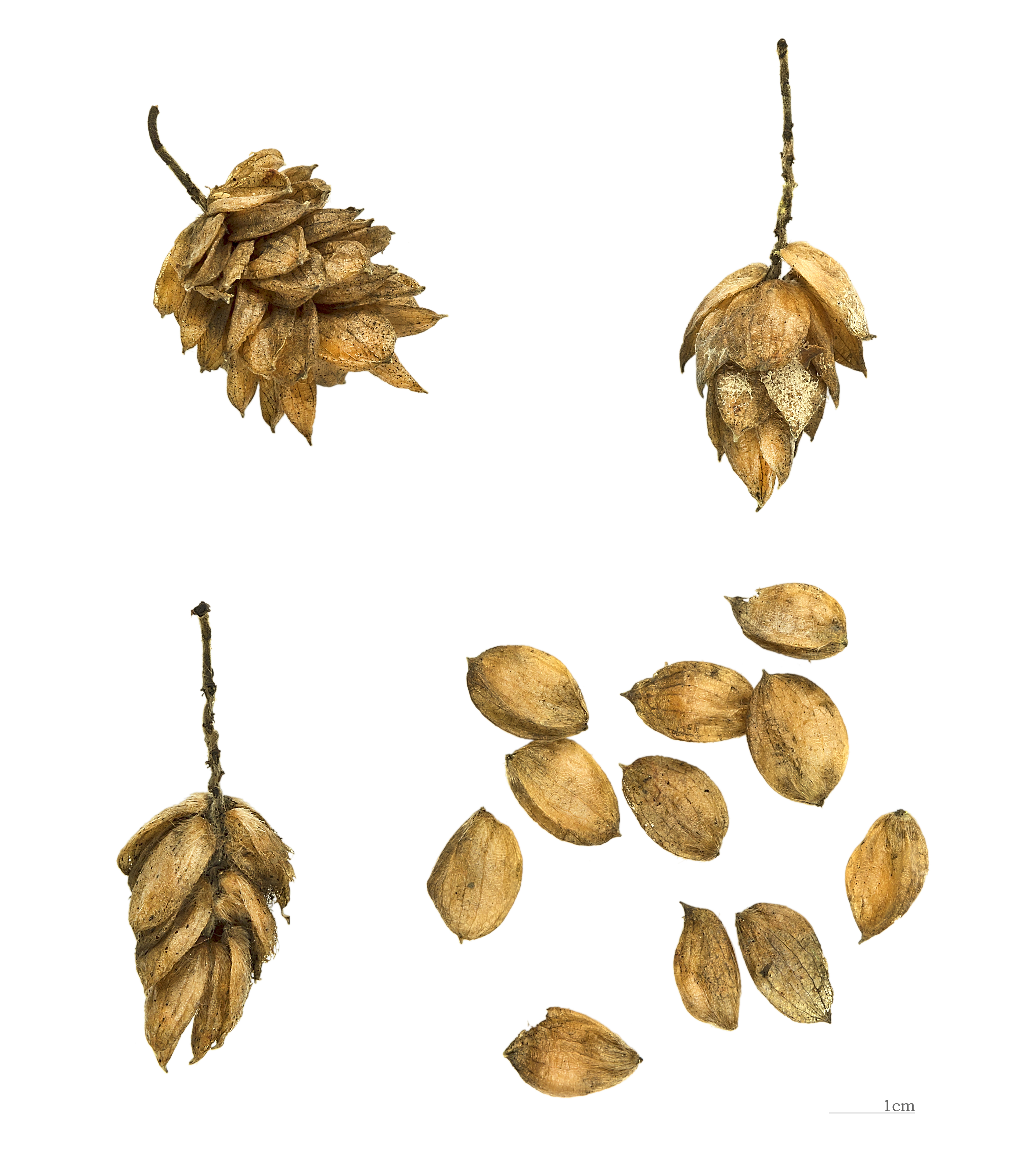
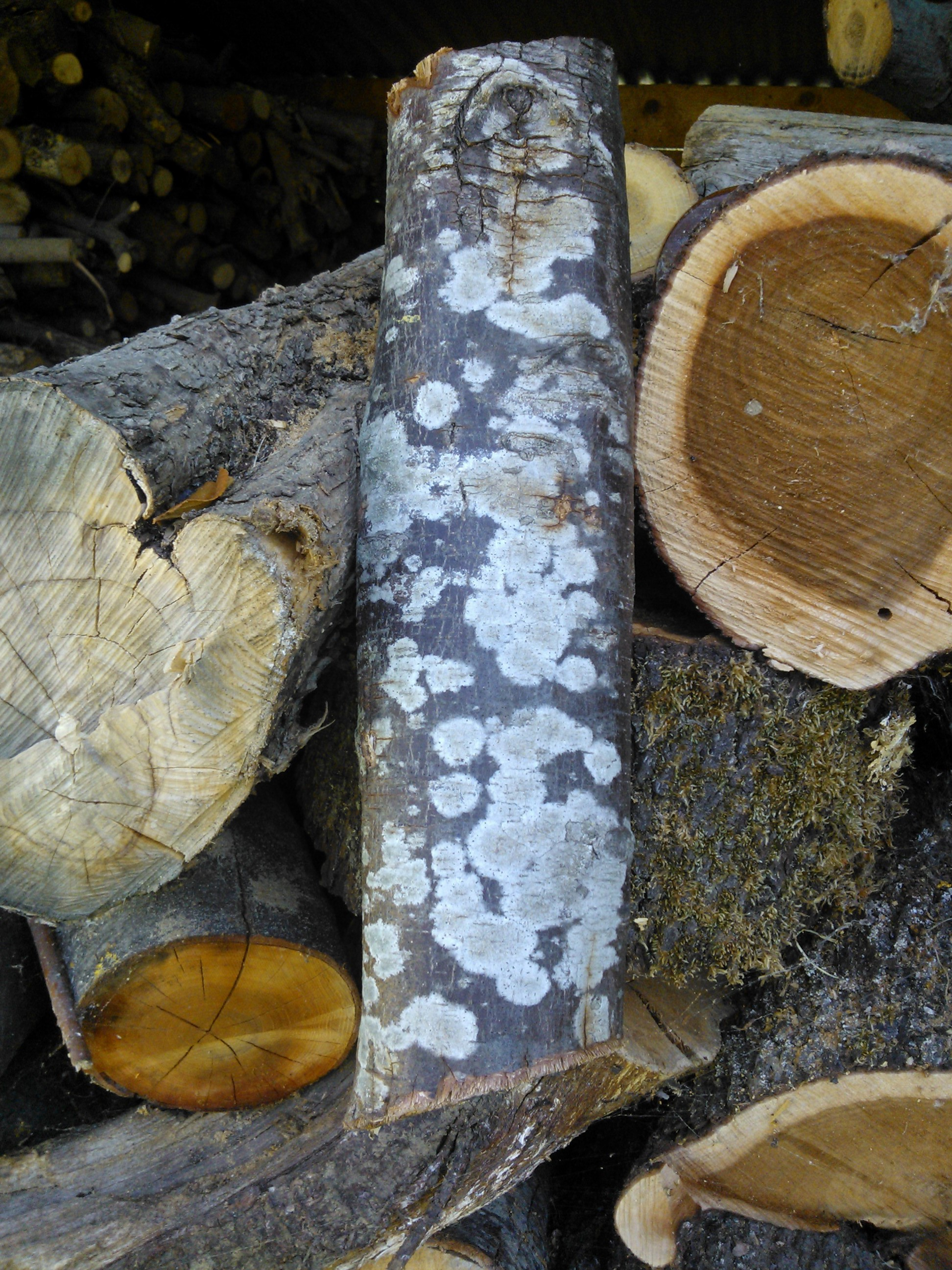